# Cerebratulus niveus
Cerebratulus niveus är en djurart som tillhör fylumet slemmaskar, och som först beskrevs av Punnett 1903. Enligt Catalogue of Life ingår Cerebratulus niveus i släktet fläsknemertiner och familjen Cerebratulidae, men enligt Dyntaxa är tillhörigheten istället släktet fläsknemertiner, och ordningen Heteronemertea. Det är osäkert om arten förekommer i Sverige. Inga underarter finns listade i Catalogue of Life.